# Otto Butterlin
Otto Butterlin (* 26. Dezember 1900 in Köln; † 21. Mai 1956 in Ajijic, Mexiko) war ein deutsch-mexikanischer Chemiker und Kunstmaler. Er gehört zu den bedeutendsten mexikanischen Malern des Expressionismus.

## Leben
Butterlin war der älteste Sohn des Ingenieurs Hans Butterlin (1870–1958) und seiner Ehefrau Amalie Fredericke (geborene Utecht, 1881–1960). Die Eltern emigrierten 1907 mit ihm und seinem zweijährigen Bruder Friedrich nach Jalisco. In Guadalajara gründete der Vater eine Zuckerraffinerie. Dort kam der dritte Sohn Ernesto (1917–1964) zur Welt.

### Rheinland
Butterlin und sein Bruder Friedrich wurden 1910 in die Obhut der Großeltern Utecht in Lohmar gegeben. Mit dem Einjährigenzeugnis verließ er das Königliche Gymnasium am Markt in Siegburg. Er diente als Einjährig-Freiwilliger beim 1. Garde-Regiment zu Fuß. Mit diesem Regiment erlebt er wohl das Ende des Ersten Weltkriegs; denn er konnte sich (ohne Abitur) an der Rheinischen Friedrich-Wilhelms-Universität für Chemie immatrikulieren. Ermöglicht hatte das der Erlass des preußischen Kultusministeriums vom 9. Februar 1919. Danach konnten Kriegsteilnehmer auch ohne Abitur studieren, wenn sie vor ihrem Kriegsdienst in die Unterprima versetzt worden waren. Im Corps Rhenania Bonn wurde er am 9. April 1919 admittiert und am 2. November 1919 recipiert. Am 19. März 1920 inaktiviert, wechselte er an die Philipps-Universität Marburg, um  auch im Corps Hasso-Nassovia aktiv zu werden. Ab dem Wintersemester 1920/21 studierte er an der Akademie der Bildenden Künste München. Das letzte Semester verbrachte er in Berlin. Dort entstand Ixtaccihuatl, die in Verse gefasste Legende vom Berge der schlafenden Frau. Sie kreist um die Zerstörung des Aztekenreichs durch die Konquistadoren und war Butterlin wohl seit der Kindheit vertraut. Von Butterlin selbst mit eigenen Holzschnitten illustriert, wurde das Büchlein von Alfred Richard Meyer verlegt.

### Zucker in Mexiko
Nach dem Sommersemester 1922 kehrte er nach Mexiko zurück. In  Crockett („Sugartown“) war er alljährlich sechs Monate Betriebsleiter einer Rohrzuckerfabrik. Die übrigen Monate verbrachte er auf Reisen oder bei seinen Eltern auf der Hazienda „El Cabezon“ in Guadalajara.
In Oakland heiratete er am 7. Juni 1929 die geschiedene Margarete (Peggy) Elaine Anglin (1906–1982), Managerin eines Schönheitssalons in Berkeley. 1930 arbeitete er in Los Mochis, das in Sinaloa ebenfalls ein Zentrum von Mexikos Zuckerproduktion war. Dort kam die Tochter Rita Elaine (1931–2016) zur Welt. Sie blieb das einzige Kind von Otto und Peggy.  In den Jahren 1934–1940 reisten sie mehrmals im Jahr in die Vereinigten Staaten. 1938 naturalisiert, arbeitete Otto in den frühen 1940er Jahren als Chemiker für die Bayer AG in Mexiko-Stadt. Hier konnte er auch seinen künstlerischen Neigungen leben. Er machte nebenher chemische Untersuchungen an Künstlerfarben und hatte engen Kontakt zur Künstlerszene. Von den Malern geschätzt, unterstützte er notleidende und kranke Künstler, nicht zuletzt durch die großzügige Bereitstellung von schwer zu beschaffenden Bayer-Medikamenten, wie die mexikanische Künstlerin Inés Amor (1912–1980) in ihren Memoiren berichtet.

### Maler in Ajijic
1945 entschloss Otto sich zur Abkehr von Chemie und Management. Er wollte nur noch als Künstler arbeiten. Im September 1945 ließ er sich in Ajijic nieder. Dort war die Familie begütert. In  einem Huerto richtete sich Otto ein Atelier ein. Auch seine Brüder kamen nach Ajijic, Friedrich als Fotograf und Ernesto als Maler. Am malerischen Chapalasee gelegen, zog Ajijic viele Künstler und Schriftsteller an, so auch Ernest Hemingway, Norman Mailer  und D. H. Lawrence. Ab 1948 betrieben Otto und sein Bruder Friedrich in Ajijic ein Restaurant mit Kunstgalerie, genannt El Tejaban, das von zahlreichen Berühmtheiten der Chapala-Künstler-Kolonie besucht wurde. Otto und seine Brüder präsentierten ihre Arbeiten dort. Butterlins Werke wurden auch wiederholt in Ausstellungen in Mexiko-Stadt und im Ausland gezeigt. Das Gebäude des Tajeban aus dem späten 19. Jahrhundert existiert noch heute. Schon in den 1940er Jahren soll Otto in Ajijic eine Maitresse gehabt haben. Sie sei dann mit seinem – schwulen – Bruder Ernesto pro forma verheiratet worden. Butterlins Leben endete durch einen nächtlichen Kopfschuss aus seiner eigenen Luger-Pistole. Der von der Polizei erklärte Freitod ist wegen des Schusskanals aber zweifelhaft.
Seine Werke zeigen Otto nicht nur als vollendeten Maler des Expressionismus, sondern auch als Grafiker, der zahlreiche Linol- und Holzschnitte fertigte. Auch mit Stilelementen des alten, präkolumbianischen Mexiko hat er experimentiert. Er beteiligte sich an Kunstausstellungen in Deutschland, Mexico, den Niederlanden und den Vereinigten Staaten. Einzelausstellungen in Mexico kuratierte er von November 1942 bis Februar 1943.

## Veröffentlichungen
- Ixtaccihuatl. Der Azteken Legende vom Berge der schlafenden Frau. Alfred Richard Meyer Verlag, Berlin 1921.[9]